# Piotr Knop
Piotr Knop (ur. 12 grudnia 1952 w Bytowie) – polski operator dźwięku.
Laureat Nagrody za dźwięk na Festiwalu Polskich Filmów Fabularnych w Gdyni oraz laureat Polskiej Nagrody Filmowej, Orzeł w kategorii najlepszy dźwięk (ponadto dwukrotnie nominowany do tej nagrody). Członek Polskiej Akademii Filmowej.

## Wybrana filmografia
jako operator dźwięku:
- Łuk Erosa (1987)
- Dziecko szczęścia (1991)
- Człowiek z... (1993)
- Szamanka (1996)
- Bandyta (1997)
- Spona (1998)
- Ogniem i mieczem (1999)
- Quo Vadis (2001)
- Stara baśń (2003)
- Z odzysku (2005)
- Mała Moskwa (2008)

## Nagrody i nominacje
- 1997 - Nagroda za dźwięk w filmie Bandyta na Festiwalu Polskich Filmów Fabularnych w Gdyni
- 2000 - nominacja do Polskiej Nagrody Filmowej, Orzeł za dźwięk w filmie Ogniem i mieczem
- 2002 - nominacja do Polskiej Nagrody Filmowej, Orzeł za dźwięk w filmie Quo Vadis
- 2009 - Polska Nagroda Filmowa, Orzeł za dźwięk w filmie Mała Moskwa